# Ligne de Aïn M'lila à El Aouinet
La ligne de Aïn M'lila à El Aouinet est l'une des lignes du réseau ferroviaire algérien. D'une longueur de 162 km, elle relie les villes d'Aïn M'lila et d'El Aouinet dans le nord-est de l'Algérie.
Mise en service en 2009, la ligne fait partie des lignes ferroviaires algériennes constituant la « rocade Hauts Plateaux », ensemble de lignes en service ou en construction reliant les grandes villes de la steppe algérienne, de Moulay Slissen, à l'ouest, à Tébessa, à l'est de l'Algérie.

## Histoire
Projetée dans les années 1980 pour remplacer l'ancienne ligne Ouled Rahmoune-Tébessa disparue dans les années 1970, elle a été réalisée dans les années 2000 par un groupement public mené par Infrafer, Sero-Est et EPTP Constantine. La ligne a été inaugurée le 31 mars 2009[réf. nécessaire].
La mise en service de la ligne de Aïn M'lila à El Aouinet est une étape majeure de l'achèvement de la « rocade ferroviaire des Hauts Plateaux ». Cette rocade est constituée d'un ensemble de lignes d'une longueur totale de 1 160 km qui, lorsqu'elle sera achevée, reliera Moulay Slissen, à l'ouest, à Tébessa, à l'est de l'Algérie, en desservant les villes de Saïda, Tiaret, Tissemsilt, M'Sila, Barika, Batna, Aïn M'lila et Oum El Bouaghi,.

## La ligne

### Caractéristiques de la ligne
La ligne, d'une longueur de 162 km, est une voie unique à écartement standard et n'est pas électrifiée.
Elle compte quatre gares principales et six gares de croisement.

### Tracé et profil
La ligne traverse les hautes plaines de la wilaya d'Oum El Bouaghi a une altitude moyenne de 800 mètres. Elle ne rencontre pas d'obstacles majeurs tels que de grands cours d'eau à franchir ni de reliefs qui auraient nécessité la construction d'importants ouvrages d'art, seulement deux viaducs en toute fin pour franchir les oueds Meskiana (200 m) et Chabro (350 m).
À son extrémité ouest, la ligne est raccordée à la ligne d'El Guerrah à Touggourt au sud de la gare de Aïn M'lila. À l'est, elle est raccordée à la ligne d'Annaba à Djebel Onk au sud de la gare d'El Aouinet, en direction de la gare de Sidi Yahia.

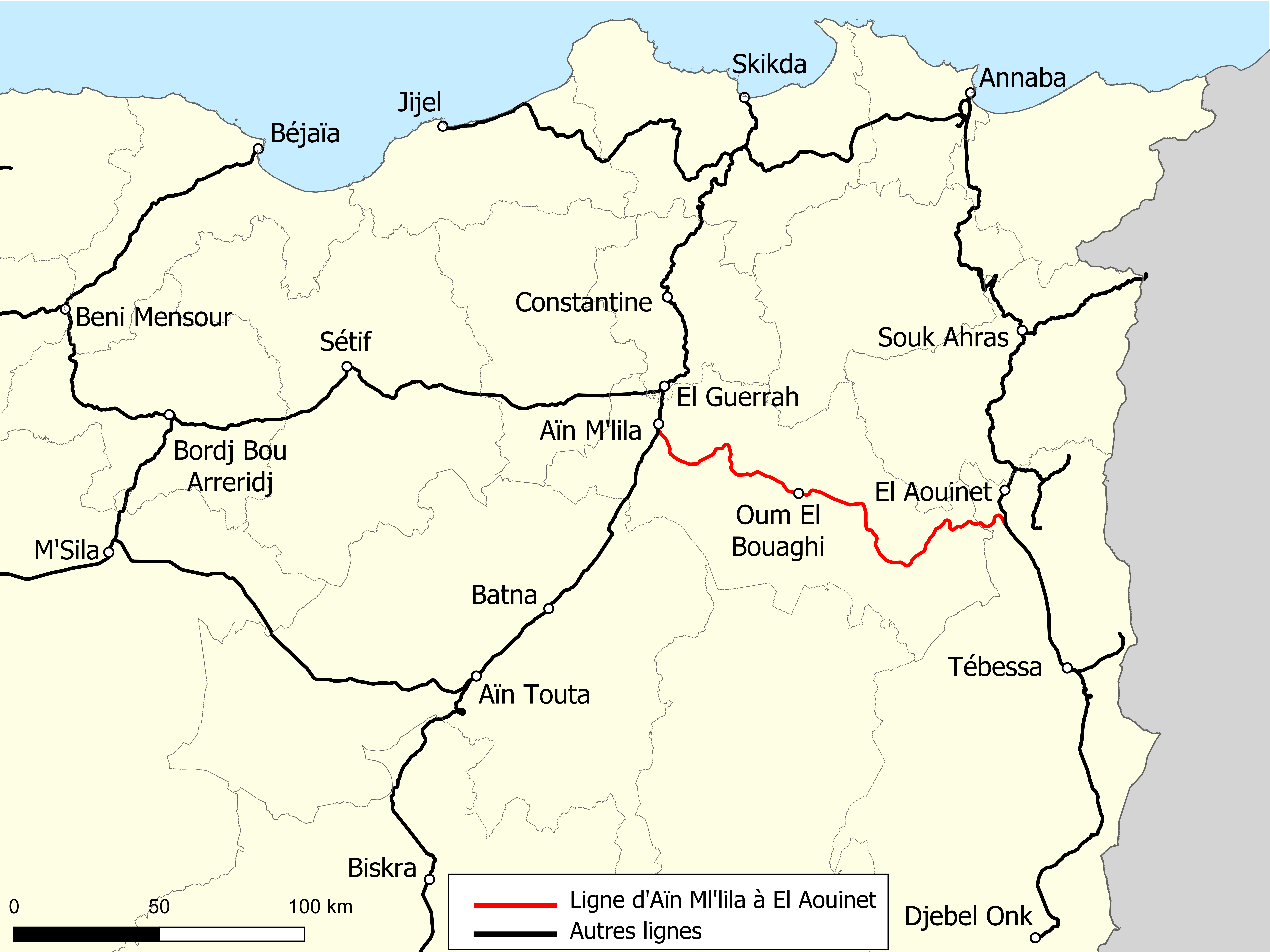
Localisation de la ligne de Aïn M'lila à El Aouinet dans le nord-est de l'Algérie.

## Service ferroviaire
La ligne permet le trafic voyageurs et de marchandises. Elle est empruntée par les trains grandes lignes de la liaison Alger - Tébessa.

## Gares de la ligne
| Lieu           | (PK)    | Informations          |
| -------------- | ------- | --------------------- |
| Aïn M'lila     | PK 0    | Trains grandes lignes |
| Aïn Fakroun    | PK 33,9 | Trains grandes lignes |
| Oum El Bouaghi | PK 65,1 | Trains grandes lignes |
| Aïn Beïda      | PK 92,7 | Trains grandes lignes |